# Велике суспільство

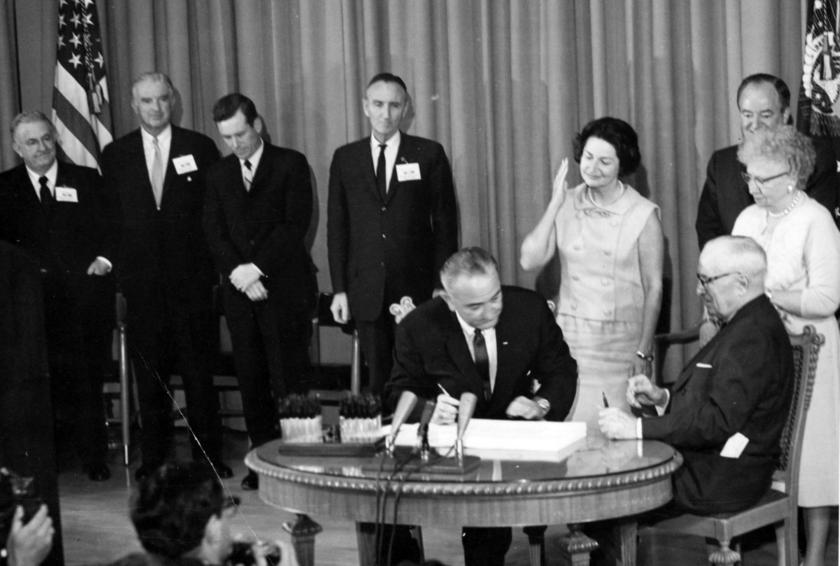
Президент США Ліндон Джонсон підписує Закон про соціальне забезпечення (Social Security Act) 1965 року

Велике суспільство (англ. The Great Society) — серія внутрішньополітичних реформ у США, які були запущені президентом Ліндоном Джонсоном у 1964—65 роках. Цей термін був уперше вжитий під час промови Джонсона в Університеті Огайо у 1964 році та з часом почав позначати його внутрішньополітичну програму. Основною метою цих реформ була ліквідація бідності та расової несправедливості у США.
Зокрема, за президентства Джонсона були запущені нові великі бюджетні програми, які мали на меті розвиток освіти, медицини та транспорту, а також боротьба із сільською бідністю та міськими проблемами. Програма «Великого суспільства» була імплементована Джонсоном та його однопартійцями-демократами у Конгресі у 1960-их роках та пізніше. З огляду на масштаби програми історики часто порівнюють «Велике суспільство» із Новим курсом Франкліна Делано Рузвельта, запровадженим у 1930-их роках.
Деякі елементи програми Джонсона були продовженням ініціатив його попередника Джона Фіцджеральда Кеннеді у рамках програми «Новий горизонт» (New Frontier). Джонсону вдалося успішно забезпечити прийняття значної частини його програми завдяки особистому впливу у Конгресі, а також завдяки розгромній перемозі демократів на президентських та парламентських виборах 1964 року, після яких у Конгресі з'явилося значно більше ліберальних членів.
Демократи, котрі виступали проти американської війни у В'єтнамі, стверджували, що витрати на війну загальмували «Велике суспільство» і не дали його реалізувати повністю. Утім, чимало її аспектів були успішно прийняті й існують у Сполучених Штатах до сьогодні — зокрема, Медікер (федеральна програма медичного страхування для літніх людей), Медикейд (федеральна підтримка медичного страхування для малозабезпечених американців), підтримка літніх людей (у рамках Закону про літніх американців, Older Americans Act), федеральне фінансування освіти тощо. Успішне прийняття програм «Великого суспільства» вважається одним із ключових досягнень президентства Джонсона.
Програми «Великого суспільства» були частково розширені після президентства Джонсона, зокрема за президентів-республіканців Річарда Ніксона і Джеральда Форда.